# امامیه (بستان‌آباد)
روستای امامیه یکی از روستاهای استان آذربایجان شرقی است که در دهستان عباس شرقی بخش تیکمه‌داش شهرستان بستان‌آباد واقع شده‌است. این روستا دارای یک کاروانسرای قدیمی و بازسازی نشده دارد که با تحقیقات فراوان فهمیده شده که کاروانسرای شاه عباس صفوی میباشد.